# Рюкзак
Рюкза́к (от нем. Rucksack, от Rücken — «спина» и Sack — «мешок») — специализированная сумка для длительной переноски на спине различных грузов.
Рюкзак снабжён двумя (реже — одной) косыми лямками, которые идут от области шеи в бока, надеваемыми на плечи, а также, в большинстве случаев, ручкой с верхней стороны, стабилизирующими и разгрузочными ремнями, и дополнительными элементами для навесного закрепления предметов экипировки и амуниции, в зависимости от области его применения.
В зависимости от конструкции, может напоминать армейский ранец или вещмешок, но отличается от ранца тем, что последний снабжён прямыми лямками и не имеет дополнительных элементов, а от вещмешка тем, что лямки рюкзака раздельны и в верхней части жёстко закреплены или пришиты, а не привязываются к горловине мешка.
Может быть изготовлен из кожи, как первые рюкзаки или из недорогих доступных каждому материалов (синтетическое волокно, полиэстер, искусственная кожа, хлопок полипропилен), которые покрывают слоем полиуретана для придания влагостойкости.
В XXI веке появились рюкзаки, снабжённые электроникой, специальными экранами, устройствами, предназначенными для зарядки телефонов, планшетов и даже инструментов.
- Кожаный рюкзак
- Рюкзак с led-экраном

## История
Точная дата и место появление первого рюкзака неизвестны. Однако археологами были найдены образцы на территории Африки, Европы, Азии и Северной Америки. Европейский рюкзак был на деревянной раме к которой привязывался груз, а она крепилась к спине. В Сибири изготавливали «поняги», они выглядят, как согнутый прут к которому крепили дощечку, к ней крепили лямки с одной стороны и верёвки для груза с другой. Позднее стали использовать более сложные рюкзаки, из кожи, шерсти, лозы и бересты. Главное отличие древних рюкзаков от обычных сумок, наличие лямок и каркаса.
Древнейшим известным образцом рюкзака считается, найденный рядом с телом человека, названного впоследствии Этци, умершего 5300 лет назад и обнаруженного 19 сентября 1991 года двумя туристами из Нюрнберга Хельмутом и Эриком Симонами в  Эцтальских альпах в Тироле. Рюкзак из кожи, крепился на U образной деревянной раме, изготовленной из ветвей орешника и двух дощечек из лиственницы. В меховом рюкзаке находились запасная тетива из жилы, клубок бечёвки, остриё оленьего рога для свежевания туш, сушёное мясо, охотничья сеть, походная аптечка с лекарственными растениями и два небольших берестяных короба, в одном из которых древний человек носил тлеющие угли для разжигания костра.
В мае 2021 года археологи проводившие раскопки в городе Геркулануме в Италии, обнаружили останки офицера флота Плиния. Причиной гибели военного стало извержение вулкана Везувий в 79 году до нашей эры. На офицере были обнаружены остатки воинских доспехов и рюкзак с небольшим столярным инструментом. Рюкзак был правильной прямоугольной формы.
Предшественники рюкзака — армейский ранец, получивший широкое распространение в XVIII—XIX веках, и вещмешок. В настоящее время можно ещё встретить школьные ранцы,  с 1882 года до 2015 года рюкзаки входили в стандартный набор армейского снаряжения российской армии. В XX веке были широко распространены простые рюкзаки из брезента, изготавливаемые лёгкой промышленностью и часто сшитые кустарным способом.
Основными «пользователями» рюкзаков долгое время оставались спортсмены — туристы и альпинисты. В частности, ещё в середине XX века выдающимся советским альпинистом Виталием Абалаковым был разработан рюкзак для спортивных походов и восхождений, названный по его фамилии «абалаковским» или «абалаком», долгое время бывший стандартным, а по большей части единственным доступным на территории СССР, элементом спортивного снаряжения. 
Все значительные изменения конструкции рюкзаков были придуманы и реализованы, начиная с середины XX века, обычно конструктивно дополнялся «абалак». В середине 1970-х годов появились первые полностью самодельные туристические и альпинистские рюкзаки. Самоделки быстро стали популярными среди туристов и альпинистов. Именно на самодельных конструкциях впервые появились поясные ремни. С появлением лёгких и прочных синтетических тканей процесс совершенствования рюкзаков резко ускорился. С новшествами в области материалов и технологий совпало появление моды на спортивный образ жизни, на спортивную одежду, поэтому сейчас рюкзаки уверенно занимают свою нишу и в повседневной жизни.

## Классификации

### По вместимости
Вместимость рюкзака является одним из важнейших его параметров. Какой-то определённой классификации по вместимости рюкзаков не существует, в продаже обычно просто указывается максимальный общий объём, который может составлять от нескольких литров (самые маленькие городские) до приблизительно 150 литров (самые объёмные «экспедиционные» рюкзаки). Для рюкзаков производства США, Великобритании и некоторых других стран, где принята английская система мер, объём может указываться не в литрах, а в кубических дюймах (для перевода в литры разделить на 62,5).
Туристические рюкзаки обычно имеют объём 40-70 литров, что достаточно для похода на несколько дней (до недели). Меньшие по объёму рюкзаки используются детьми, а также в коротких 1-2 дневных походах, бо́льшие — для переноски объёмных грузов и в длительных автономных походах.

### По конструкции
Мягкие (без элементов жёсткости).
К ним относятся, например, старые советские туристические рюкзаки, в том числе «колобки» и «абалаковский», а также значительная часть простых городских рюкзаков. Представляют собой просто мешок с лямками, возможно — с наружными и внутренними карманами, перегородками и т. п. Объём таких рюкзаков обычно не превышает 50-60 литров. Просты в изготовлении, имеют небольшой собственный вес и в сложенном виде занимают мало места. Требуют навыка при укладке вещей, но даже при его наличии относительно неудобны для транспортировки груза.
Жёсткие («станковые»).
К этой категории относятся, в основном, альпинистские и туристические рюкзаки большого объёма. Они снабжены жёсткой подвесной системой, состоящей из алюминиевой (реже титановой) рамы и матерчатого пояса. Такая конструкция обеспечивает более комфортное ношение рюкзака, перенося часть веса с плеч в область таза. К раме крепятся лямки и собственно мешок объёмом до 100 литров. Такие рюкзаки более удобны для переноски груза, чем мягкие, и не требуют большого искусства в укладке вещей. За счёт рамы между рюкзаком и спиной образуется воздушная прослойка, что обеспечивает вентиляцию спины.
К минусам станковых рюкзаков относится жёсткость их рамы, которая, например, может причинить серьёзные травмы при падении. Их трудно поднимать или спускать на верёвке на крутых склонах и в вертикальных пещерах, да и вес рюкзака из-за рамы значительно увеличивается.
Полужёсткие («анатомические»).
В этой категории представлены рюкзаки практически всех типов и объёмов. Основанием полужёсткого рюкзака является внутренняя рама, например, «пластина жёсткости», представляющая собой вставленную в «спину» рюкзака (часть рюкзака, обращённая к спине человека) пластину из дюралюминия толщиной 2−3 мм, изогнутую по форме спины, или пенополиэтилена толщиной 15−20 мм. Применяются также рамы других конструкций, например трубчатые легкосплавные каркасы или пластиковые щитки различной формы. Рама обеспечивает жёсткость рюкзака и сохранение его формы независимо от характера поклажи. Из-за особенностей формы такие рюкзаки часто называют «анатомическими». Они имеют объём до 140 литров (бывает и больше, но это становится неудобным). Шьются они из синтетических тканей, лямки и поясной ремень, как правило, достаточно широки, мягки и упруги.
Некоторым недостатком полужёстких рюкзаков является их плотное прилегание к спине носителя, затрудняющее вентиляцию и приводящее к интенсивному потению, что в определённых условиях может вызвать переохлаждение спинной и поясничной областей. Чтобы избежать этого, многие рюкзаки комплектуются особыми вентилируемыми подкладками со специально сформированными воздушными каналами.
- Мягкий рюкзак «колобок»
- Жёсткий «станковый» рюкзак
- Современные «анатомические» рюкзаки

### По назначению
Туристические.
Для туристических походов.
Альпинистские.
Для восхождений в горной местности.
Велосипедные.
Для поездок на велосипеде, мотоцикле.
Могут быть заплечными (носимыми обычным способом) и багажными («штаны», размещаемыми на багажнике);
Военные.
Для использования военнослужащими в боевых условиях; в маркетинговых целях используются также названия «тактический» и «штурмовой» рюкзак (от английских «tactical» и «assault»).
Наиболее характерной отличительной особенностью (если не считать таковой камуфляжную раскраску) является наличие на рюкзаке специальных креплений (застёжки, ячеистая система крепления MOLLE, «липучки»), которыми на него можно прикрепить дополнительные навески (подсумки), а также, возможно, креплений для навешивания рюкзака на бронежилет.
Классификация военных рюкзаков неоднозначна, часто выделяют «штурмовые» (примерно до 30 литров, для минимума, необходимого в бою), «трёхдневные» (30-50 литров, из расчёта на самостоятельные действия в течение 1-2 суток) и «рейдовые» (для длительных выходов на большие расстояния, большого объёма с обязательным поясным ремнём).
Фрирайдные.
Для спусков по снежным склонам на горных лыжах, сноуборде.
Городские.
Небольшие (10-30 л) рюкзаки для повседневной носки личных вещей, ноутбука, планшетного компьютера, заменяющие собой сумку, портфель. Такие рюкзаки часто имеют броский внешний вид и служат предметом моды. Среди городских рюкзаков можно выделить несколько характерных видов:
- специализированные профессиональные — для инструментов, для ноутбука с принадлежностями, для фотооборудования; отличаются делением на секции и наличием элементов, рассчитанных на конкретное применение, например, наличием жёсткого защищённого отсека для хрупкой аппаратуры, креплений для ручного инструмента, закрепляемых внутри футляров или карманов для мелочей и так далее;
- женские и детские — фактически, дамские и детские сумочки с лямками для ношения на спине, женские нередко делаются из дорогих материалов с применением украшений, детские — из ярких тканей с изображениями;
- учебные — школьный портфель, выполненный в виде рюкзака из плотных синтетических материалов, достаточно прочных и хорошо держащих форму, нередко отличается броской раскраской, обычно имеет несколько вместительных наружных карманов, а внутренний объём разделён на секции с продуманной системой раскладывания учебников, тетрадей, письменных принадлежностей, размещения гаджетов и т. п.

- Заплечный велосипедный рюкзак
- Велосипедные багажные сумки
- Военный рюкзак
- Обычный городской рюкзак
- Рюкзак для фотопринадлежностей

## Конструкция

### Материалы
Современные рюкзаки изготавливаются преимущественно из синтетических тканей (нейлон, кордура, оксфорд). Пряжки и элементы каркаса, как правило, пластиковые или из лёгких алюминиевых сплавов. Городские рюкзаки иногда делаются из джинсовой или другой натуральной ткани, искусственной или натуральной кожи, сочетания этих и других материалов.

### Подвесная система
Подвесная система рюкзака состоит из одной или двух плечевых лямок и, возможно, поясного ремня. Рюкзаки объёмом приблизительно до 20 л обычно снабжаются только плечевыми лямками, для рюкзаков большего объёма к ним добавляется поясной ремень, наличие которого даёт возможность лучше закрепить рюкзак на спине, избегая его шевеления при ходьбе, сползания, и переносящий часть нагрузки с плеч и позвоночника на поясницу. У некоторых, преимущественно — военных, рюкзаков лямки снабжаются быстроразъёмными застёжками, позволяющими максимально быстро сбросить рюкзак со спины. На груди плечевые лямки могут иметь горизонтальный ремешок-стяжку на застёжке, который фиксирует лямки на груди и препятствует сползанию лямок с плеч. На поясной ремень и даже непосредственно на лямки могут дополнительно крепиться подсумки для предметов, которые желательно иметь возможность извлечь, не снимая рюкзака. В некоторых случаях узкие карманы (например, под мобильный телефон или радиостанцию) могут делаться непосредственно в лямках.
Однолямочные рюкзаки вместо двух плечевых лямок имеют только одну и надеваются так, что плечевая лямка проходит через грудь и живот по диагонали. Для удобства надевания и снятия рюкзака лямка делается разъёмной, на пластиковой застёжке или «липучке». Чтобы ранец не сползал на бок, может применяться дополнительная фиксирующая лямка, идущая от свободного нижнего угла ранца, с креплением за основную лямку, либо поясной ремень. Однолямочный рюкзак может быть приспособлен для ношения либо только на правом, либо только на левом плече, либо допускать настройку для ношения на любом плече. В однолямочном исполнении делают, главным образом, военные и городские рюкзаки. В первом случае это связано с необходимостью ношения на плече оружия и стрельбы с упором приклада в плечо, чему лямка рюкзака может мешать, во втором — с необходимостью часто снимать рюкзак с плеч (например, в транспорте). Рюкзак с одной лямкой не только легче и быстрее снимается, его можно, не снимая, передвинуть со спины на бок или на грудь, если возникает необходимость что-то быстро взять, положить или сесть с рюкзаком в кресло транспортного средства.
Современная подвесная система рюкзака позволяет относительно комфортно переносить достаточно большие грузы (до 30 кг и более). В части размера креплений большинство современных рюкзаков универсальны, и их подвесная система может быть настроена под человека практически любой комплекции.

### Изменение объёма
При необходимости объём рюкзака может увеличиваться или уменьшаться за счёт использования дополнительных карманов, наполнения тубуса (горловины) или утягивания основного отдела рюкзака с помощью шнуровки или специальных компрессионных строп. С помощью дополнительных внешних ремней часть поклажи может быть прикреплена сзади, сверху, сбоку и снизу рюкзака. Некоторые рюкзаки комплектуются специальными сетками, которые можно при необходимости извлечь из кармана, закрепить на наружной поверхности рюкзака и использовать для ношения предметов, имеющих большой объём при относительно небольшом весе (мяч, шлем, свёрнутый материал для подстилки или навеса, дождевик и так далее). Эта же сетка может быть использована для сушки вещей и одежды на ходу, чтобы не помещать мокрые предметы внутрь рюкзака и не увлажнять тем самым остальную поклажу.
Наличие на внешних поверхностях рюкзака строп MOLLE позволяет крепить стандартные подсумки различных размеров. Производители выпускают совместимые подсумки практически любых объёмов, от маленьких футляров размером с кошелёк до чехлов объёмом 10 и более литров. Располагая изначально рюкзаком средней вместимости (30-50 л) можно при необходимости обвесить его дополнительным объёмом ещё на 15-20 и даже более литров, что не исключает дополнительной внешней навески на ремнях.

### Поддержка гидраторов
В части рюкзаков конструктивно предусматривается возможность использования так называемых гидраторов (питьевых систем). Гидратор представляет собой плоский полимерный мешок от 0,5 до 2-3 литров с горловиной для заливки питьевой воды и трубкой с загубником, через которые воду можно пить. В рюкзаке для гидратора делается специальный плоский карман с креплением, обеспечивающим постоянное вертикальное положение мешка, отверстие для выпуска питьевой трубки и ремённые петли на лямках, через которые трубку можно пропустить, чтобы загубник находился рядом с головой. Гидратор отчасти заменяет флягу с водой, позволяя пить непосредственно на ходу, не останавливаясь и не снимая рюкзака.